# Кауфманн, Эван
Эван Кауфманн (нем. Evan Kaufmann; род. 31 октября 1984, Плимут, Миннесота) — бывший немецкий хоккеист, нападающий.

## Карьера
Кауфманн начал свою карьеру в 2003 году в клубе Хоккейной лиги Соединенных Штатов (USHL) «Ривер-Сити Лансерс». После хорошего первого сезона, в котором он достиг достойного результата, набрав 50 очков в 60 играх, Эван поступил в Миннесотский университет на факультет бухгалтерского учёта. На протяжении всей учёбы Кауфманн защищал цвета университета, играя за хоккейную команду, которая выступала в Западной университетской хоккейной ассоциации (WCHA). В 2008 году он окончил университет и решил продолжить профессиональную карьеру хоккеиста. Поскольку его дед жил в Германии и после Второй мировой войны уехал в США, Кауфманн решил уехать на землю своих предков. Он быстро получил немецкое гражданство и с 2008 года начал выступать за клуб высшей немецкой лиги (DEL) ДЕГ Метро Старс. В ДЕГ Метро Старс он встретил Криса Харрингтона, вместе с которым играл с 2004 по 2006 гг. в университете Миннесоты, и с его помощью стал одним из лучших бомбардиров клуба. В 2012 году перешёл в Нюрнберг Айс Тайгерс. В 2015 году закончил карьеру хоккеиста.
В составе национальной сборной Германии — участник чемпионата мира 2012 года.

## Статистика
| 2003–04              | Ривер-Сити Лансерс       | USHL                 | 60  | 20 | 30 | 50  | 33 | 3  | 0 | 2 | 2 | 2  |
| 2004–05              | Миннесотский университет | WCHA                 | 29  | 7  | 6  | 13  | 10 | —  | — | — | — | —  |
| 2005–06              | Миннесотский университет | WCHA                 | 40  | 5  | 8  | 13  | 22 | —  | — | — | — | —  |
| 2006–07              | Миннесотский университет | WCHA                 | 32  | 11 | 6  | 17  | 14 | —  | — | — | — | —  |
| 2007–08              | Миннесотский университет | WCHA                 | 45  | 9  | 10 | 19  | 58 | —  | — | — | — | —  |
| 2008–09              | ДЕГ Метро Старс          | DEL                  | 44  | 9  | 17 | 26  | 24 | 16 | 2 | 0 | 2 | 8  |
| 2009–10              | ДЕГ Метро Старс          | DEL                  | 56  | 11 | 23 | 34  | 30 | 3  | 0 | 1 | 1 | 4  |
| 2010–11              | ДЕГ Метро Старс          | DEL                  | 52  | 21 | 24 | 45  | 22 | 9  | 1 | 3 | 4 | 6  |
| DEL общие показатели | DEL общие показатели     | DEL общие показатели | 152 | 41 | 64 | 105 | 76 | 28 | 3 | 4 | 7 | 18 |